# Manfred Kalz

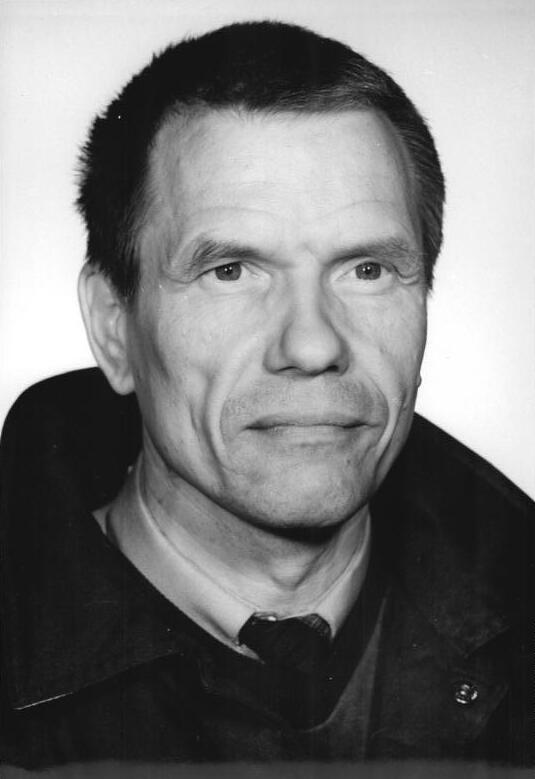
Manfred Kalz (1990)

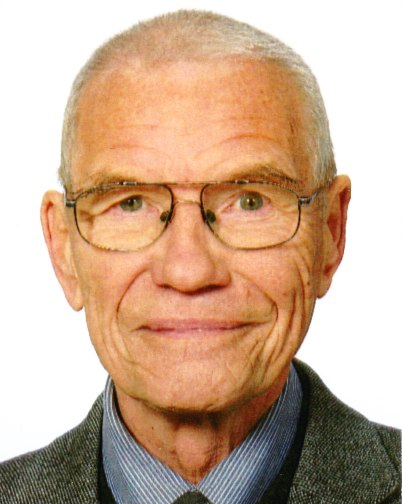
Privatarchiv

Manfred Kalz (* 5. Dezember 1937 in Berlin; † 20. Januar 2015) war ein deutscher Kinderarzt und Politiker.

## Leben und Beruf
Nach dem Studium an der Humboldt-Universität Berlin promovierte Kalz dort im Jahr 1961 mit der Arbeit Experimentelle Nierenschädigung bei Ratten durch orale Gaben von 1- und 2-basischem Na-Phosphat zum Dr. med. Nach Tätigkeit als Assistenzarzt am Physiologischen Institut in Berlin und anschließender kinderärztlicher Tätigkeit mit Aufbau der neonatologischen Abteilung im Krankenhaus Friedrichshain wurde er im Jahr 1987 Chefarzt der Kinderklinik des Bezirkskrankenhauses in Neuruppin. Nach 2000 war er Vorsitzender der Akademie für ärztliche Fortbildung der Landesärztekammer Brandenburg in Cottbus und ab 2007 Vorsitzender des Verwaltungsausschusses der Ärzteversorgung des Landes Brandenburg.
Er war verheiratet und hatte vier Kinder.

## Politik
Kalz trat Ende 1989 in die neugegründete SDP ein und wurde im März 1990 im Wahlkreis Potsdam für die SPD in die Volkskammer gewählt. Im Oktober 1990 gehörte er zu den 144 Abgeordneten, die von der Volkskammer in den Bundestag entsandt wurden. Er engagierte sich hierbei insbesondere für die Betreuung junger Kinder in den Familien sowie für medizinische und berufspolitische Belange. Bei der Bundestagswahl im Dezember 1990 trat er nicht erneut an. Im Jahr 1998 trat er aus der SPD aus und engagierte sich in der parteiunabhängigen Wählergruppe „Pro Ruppin“.

## Schriften
- Experimentelle Nierenschädigung bei Ratten durch orale Gaben von 1- und 2-basischem Na-Phosphat. Berlin 1961.